# Rachad Bernoussi
Maillots
Le Club Rachad Bernoussi (en arabe : نادي الرشاد البرنوصي), plus couramment abrégé en Rachad Bernoussi, est un club marocain de football fondé en 1961 et basé dans la ville de Casablanca.
Évoluant au Complexe Bernoussi, le club atteint en 2007 la finale de la Coupe du Trône, et participe ainsi l'année suivante à la Coupe de la CAF alors que le club évolue en deuxième division.

## Histoire
Fondé en 1964, le club Rachad Bernoussi est basé dans le quartier casablancais populaire de  Sidi Bernoussi. Avant, le nom du club était Fath Bernoussi sous la direction d'un staff technique composé essentiellement de Miliou Abbas. Pendant la saison 1963-1964 le club évoluait en 4e division. La saison d'après (1964-1965), le club parvient en 3e division. En 1979/1980 le club monte en 2e division ou il évolue actuellement.
Le club a longtemps été connu pour sa politique de formation de jeunes joueurs.
En 2007, le club s'illustre en atteignant la finale de la Coupe du Trône, mais perd face au FAR de Rabat aux tirs au but. Cette performance lui permet toutefois de participer pour première la fois de son histoire à la Coupe de la CAF l'année suivante.
Le 23 mars 2008, le Rachad entame sa campagne africaine face au club tunisien de l'Espérance de Tunis, durant le match aller à Casablanca, le club marocain crée la surprise en s'imposant largement face à son adversaire tunisien par 3-1, mais il est finalement éliminé à la suite d'une défaite 2-0 à Tunis.

## Palmarès
- Coupe du Trône :
  - Finaliste : 2006-07.

- Championnat du Maroc D3 (1) :
  - Champion: 2014-15.

## Abdelghani Aziz
- Hicham Louissi
- Youssef Safri
- Bouchaib El Moubarki
- Samir Zekroumi
- Ismaïl Koucham
- Ilyas El Maliki
- Mohammed Ouarrak